# Idioma irlandés
El irlandés o gaélico irlandés moderno (en irlandés: Gaeilge) es un idioma goidélico de la rama celta de la familia de lenguas indoeuropeas originario de la isla de Irlanda y hablado históricamente por los irlandeses. Se estima que el número de personas de la isla que lo hablan como lengua nativa está entre 20 000 y 80 000, predominantemente en las regiones rurales occidentales. El irlandés era la lengua principal de la isla antes de que se produjese la conquista inglesa de Irlanda durante la Edad Media. 
Desde 1922, con la independencia de la República de Irlanda (llamado originalmente el Estado Libre Irlandés), ha sido el idioma oficial junto al inglés. En 1998, con el Acuerdo de Viernes Santo, fue reconocido oficialmente como lengua de minoría en Irlanda del Norte, país constituyente del Reino Unido. El 13 de junio de 2005 se aprobó y se incluyó como idioma de trabajo en la Unión Europea, lo que entró en vigor el 1 de enero de 2007. El 22 de enero del mismo año, el ministro Noel Treacy lo usó por primera vez en una reunión del Consejo de Ministros de la Unión Europea.
En la actualidad, es idioma oficial en todos los territorios pertenecientes a Irlanda y a Irlanda del Norte, oficialidad que comparte con el inglés; este es cooficial en todo el territorio.
El Departamento de la Gaeltacht de Asuntos Rurales y Comunitarios de Irlanda estimó en 2003 que alrededor de 1 500 000 personas aseguraban tener conocimientos del idioma. En 2007, de los 4,3 millones de habitantes de la república, el 40,8 % era capaz de hablarlo.
Las comunidades y en las regiones donde se habla el irlandés se llaman Gaeltachtaí (Gaeltacht en singular) y la mayor de ellas es Connemara, en el Condado de Galway, que incluye las islas Aran.
Al ser el irlandés un requerimiento de estudio en las escuelas públicas del país, muchos lo hablan con fluidez como segundo idioma. Aunque el idioma principal de la isla es el inglés, existen varios periódicos, revistas y emisoras de radio en irlandés, especialmente en los Gaeltachtaí. Desde 1996 existe un canal de televisión llamado Teilifís na Gaeilge (Televisión del Irlandés) o TG4.
Los tres dialectos irlandeses principales son el del Úlster en el norte, el de Munster en el sur y el de Connacht en la región central y occidental de la isla. 

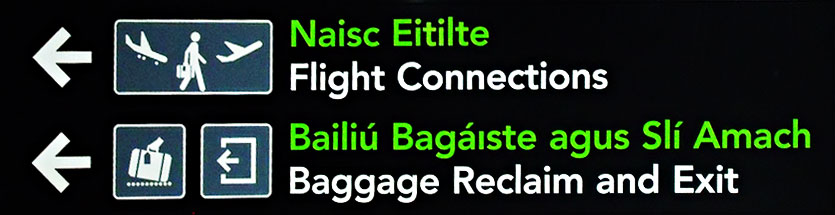
Una señal bilingüe en el Aeropuerto de Dublín en irlandés e inglés

## Origen y clasificación
El irlandés forma parte del grupo céltico insular de las lenguas celtas. El celta insular se divide a su vez en dos subramas: el britónico y el goidélico, que comprende el irlandés.

## Nombres del idioma

### Irlandés
En An Caighdeán Oifigiúil (el estándar de escritura oficial del irlandés), el nombre de la lengua es Gaeilge (pronunciado [ˈɡeːlʲɟə] en irlandés).
Antes de la simplificación de 1948, esta forma se deletreaba Gaedhilge; originalmente este era el genitivo de Gaedhealg, forma usada en irlandés moderno clásico. Otras ortografías anteriores del mismo son Gaoidhealg ([ge:ʝəlg]) en irlandés medio y Goídelc ([goiðelg]) en irlandés antiguo. La ortografía moderna resulta de la eliminación de las letras 'dh' mudas en "Gaedhilge".
Otras formas del nombre encontradas en varios dialectos modernos del irlandés, además de Gaeilge que pertenece al sur de Connacht, son Gaedhilic/Gaeilic/Gaeilig ([ˈɡeːlʲɪc]) o Gaedhlag ([ˈɡeːl̪əɡ]) en irlandés de Úlster e irlandés del norte de Connacht y Gaedhealaing/Gaoluinn/Gaelainn ([ˈɡˠeːl̪ˠɪŋ/ˈɡˠeːl̪ˠɪn1]) en irlandés de Munster.

### Inglés
En inglés se le suele llamar generalmente Irish («irlandés»). El término Irish Gaelic («gaélico irlandés») suele usarse a menudo cuando los anglohablantes discuten la relación entre las tres lenguas goidélicas (irlandés, gaélico escocés y manés) o cuando la discusión puede generar confusión con el hiberno-inglés, el tipo de inglés que se habla en Irlanda. En inglés, el gaélico escocés en general se conoce simplemente como Gaelic («gaélico»). Fuera de Irlanda, y también entre hablantes nativos de manera habitual, todavía se usa el término Gaelic para referirse al idioma. Ya no se usa para ninguna de ellas el término arcaico Erse (de Erische), originalmente una forma en escocés de la palabra Irish aplicada en Escocia (por los habitantes de las tierras bajas escocesas) para todas las lenguas goidélicas, y en la mayoría de los contextos actuales se considera peyorativo.

## Historia
Las primeras pruebas del irlandés escrito son las inscripciones Ogam del siglo IV d. C. Esta etapa del idioma se conoce como paleoirlandés. Estas escrituras han sido encontradas a través de Irlanda y en la costa oeste de Gran Bretaña. El paleoirlandés cambió hacia el irlandés antiguo a lo largo del siglo V. El irlandés antiguo, a partir del siglo VI, usó el alfabeto latino y se encuentra principalmente en marginalia de manuscritos latinos. Para el siglo X el irlandés antiguo evolucionó en el irlandés medio, que era hablado a través de Irlanda, Escocia y la isla de Man. Es el lenguaje de un gran cuerpo de literatura, incluyendo el famoso Ciclo de Úlster. A partir del siglo XII, el irlandés medio comenzó a evolucionar hacia el irlandés moderno en Irlanda, al gaélico escocés en Escocia y al manés en la Isla de Man. El irlandés moderno emergió desde el idioma literario conocido como irlandés moderno temprano en Irlanda y como gaélico clásico en Escocia; este fue usado a través del siglo XVIII. El irlandés moderno temprano, que databa del siglo XIII, fue el idioma literario tanto en Irlanda como en la parte gaeloparlante de Escocia, y autores como Geoffrey Keating dan fe del mismo.
A partir del siglo XVIII el idioma fue en declive, perdiendo terreno rápidamente contra el inglés, en parte por las restricciones dictadas por el gobierno británico - un evidente ejemplo del proceso conocido por los lingüistas como sustitución lingüística. En el siglo XIX perdió a una gran cantidad de sus hablantes debido a la muerte y a la emigración resultantes de la pobreza, particularmente durante la gran hambruna (1845-1849).
Al final del siglo XIX, miembros del movimiento por el Renacimiento gaélico hicieron esfuerzos para promover el aprendizaje y uso del irlandés en Irlanda.

## Estatus oficial

Porcentaje de hablantes de irlandés por condado en la República de Irlanda.

El irlandés es reconocido por la Constitución de Irlanda como la primera lengua oficial y la lengua nacional de la República de Irlanda (siendo el inglés la segunda lengua oficial). Desde la fundación del Estado Libre Irlandés en 1922, el Gobierno irlandés requería un grado de competencia en gaélico para todos aquellos que eran nombrados en el posiciones dentro del servicio civil (incluyendo trabajadores postales, oficiales del fisco, inspectores agrícolas, etc.). Tener destreza en uno solo de los idiomas oficiales para entrar al servicio público se implementó en 1974, en parte a las acciones de organizaciones de protesta como el Movimiento por la Libertad de Idioma.
Mientras que el requisito de primer idioma oficial también se eliminó para muchos trabajos en el servicio público, el irlandés permanece como asignatura obligatoria en todas las escuelas dentro de la república que reciban fondos públicos. Aquellos que deseen enseñar en escuelas primarias del Estado deben aprobar exámenes obligatorios llamados "Scrúdú Cáilíochta sa Ghaeilge". La necesidad de aprobar irlandés o inglés en el Certificado de Salida para entrar a la policía irlandesa se adoptó en septiembre de 2005; sin embargo, los candidatos tienen clases en el idioma durante los dos años de entrenamiento. Todos los documentos oficiales del Gobierno irlandés deben publicarse en irlandés e inglés o solo en irlandés (de acuerdo a la Ley de Idiomas Oficiales de 2003, aplicada por "an comisinéir teanga", el ombudsman del idioma).
La Universidad Nacional de Irlanda requiere que todos los estudiantes que deseen embarcarse en una licenciatura del sistema federal de la UNI aprueben la asignatura de irlandés en el Certificado de Salida o en los Exámenes GCE/GCSE. Se hacen excepciones para estudiantes nacidos fuera de la República de Irlanda, para aquellos nacidos en la República de Irlanda pero que completaron la educación primaria en el extranjero y para estudiantes diagnosticados con dislexia.
En 1938, el fundador de la Conradh na Gaeilge, Douglas Hyde, fue investido como el primer Presidente de la República de Irlanda. La grabación de su discurso de inauguración, Declaration of Office en irlandés de Roscommon, es casi la única prueba que sobrevive de alguien hablando en ese dialecto.
La Universidad Nacional de Irlanda, Galway requiere nombrar a personas competentes en el idioma irlandés, mientras que cumplan todos los demás requisitos de la vacante a la que serán nombradas. El requisito se basa en la Ley de la University College Galway, 1929 (Sección 3). Se espera que se revoque en su debido momento.
Aunque la legislación parlamentaria moderna debe promulgarse tanto en irlandés como en inglés, en la práctica frecuentemente solo está disponible en inglés. Esto es a pesar del artículo 25.4 de la Constitución de Irlanda que requiere que se provea una "traducción oficial" de cualquier ley en uno de los dos idiomas oficiales al otro, a menos que se haya aprobado en ambos idiomas.

### Irlanda del Norte

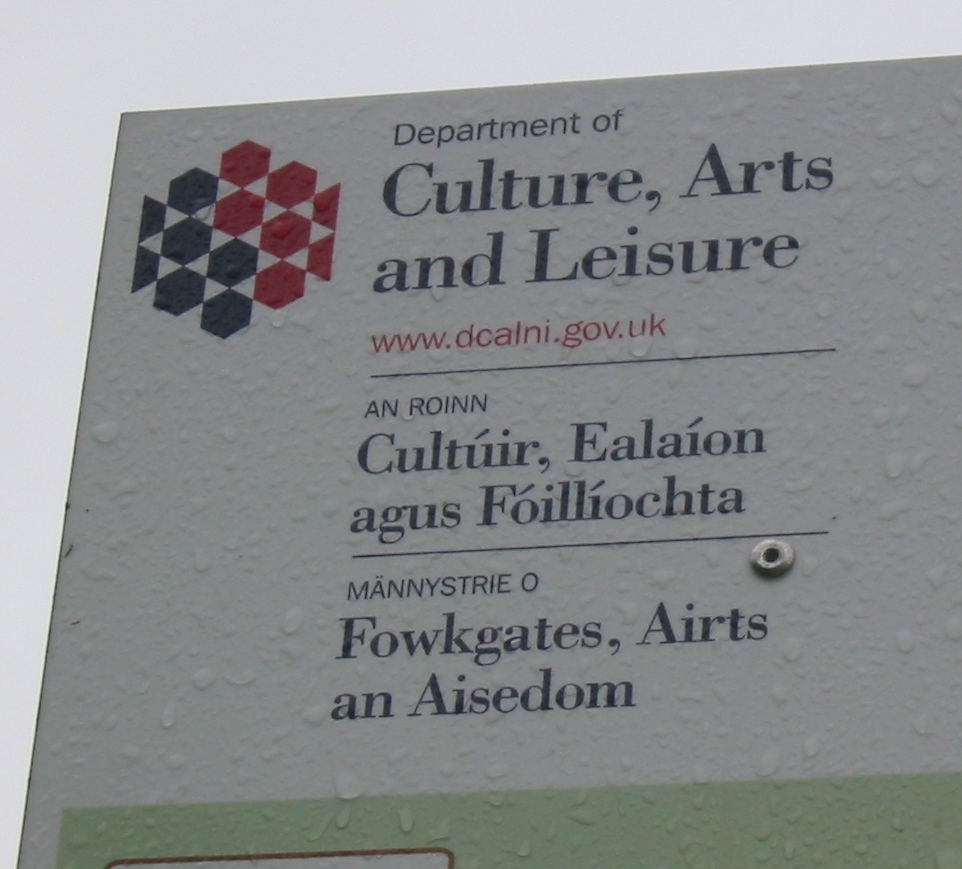
Un letrero para el Departamento de Cultura, Arte y Esparcimiento en Irlanda del Norte, en inglés, irlandés y escocés del Úlster.

Antes del establecimiento del Estado de Irlanda del Norte en 1921, el irlandés estaba reconocido como una asignatura escolar y como "celta" en algunas instituciones de tercer nivel. Entre 1921 y 1972, Irlanda del Norte tuvo cierto grado de autonomía en su gobierno. Durante esos años, el partido político que mantenía el poder en el Parlamento de Stormont, el Partido Unionista del Úlster (UPP) era hostil al idioma. En las retransmisiones de los medios de comunicación no se daba cobertura a los asuntos de la minoría cultural irlandesa y el irlandés estuvo excluido de la radio y la televisión prácticamente durante los primeros cincuenta años del Estado de Irlanda del Norte. El idioma recibió un cierto grado de reconocimiento formal en Irlanda del Norte del Reino Unido bajo el Acuerdo de Viernes Santo de 1998, y después, en 2001, a través de la ratificación del gobierno con relación al idioma de la Carta Europea de las Lenguas Minoritarias o Regionales. El gobierno británico prometió legislar a favor del idioma como parte del Acuerdo de St. Andrews de 2006.

### Unión Europea
El irlandés es un idioma oficial de la UE desde el 1 de enero de 2007, implicando que los eurodiputados con fluidez en irlandés pueden hablarlo en el Parlamento Europeo y en sus comités, aunque en el caso de los últimos tienen que notificar con anticipación a un intérprete simultáneo para asegurar que lo que dirán sea interpretado en los otros idiomas. Aunque es una lengua oficial de la Unión Europea, y por el momento solo la reglamentación de decisiones conjuntas debe estar traducida al irlandés, debido a una derogación renovable de cinco años de lo que debe ser traducido, pedida por el Gobierno irlandés cuando negoció el nuevo estatus oficial del idioma. Cualquier expansión en el número de documentos que deban ser traducidos dependerá de los resultados de la primera revisión de los primeros cinco años o si las autoridades irlandesas buscan una extensión. El gobierno irlandés se ha comprometido a capacitar al número necesario de traductores e intérpretes y en asumir los costos necesarios.
Antes de que el irlandés se volviera un idioma oficial tenía el estatus de idioma de tratado, y solo los documentos del más alto orden de la UE estaban disponibles en irlandés.

## Gaeltacht

Áreas gaeltacht oficiales según el gobierno de la República de Irlanda.

Las zonas de Irlanda donde el irlandés aún se habla como lengua materna tradicional en el día a día son las Gaeltacht (Gaeltachtaí en plural). Aunque los hablantes con fluidez del irlandés, cuyos números Donncha Ó hÉallaithe estimó en veinte o treinta mil, son una minoría de los hablantes totales del idioma, representan una concentración más alta de hablantes que otras áreas del país y solo en algunas partes del Gaeltacht (en especial las que tienen mayor fuerza en el idioma), este continúa siendo la lengua vernácula de la población general.
Hay regiones Gaeltacht en:
- Condado de Galway (Contae na Gaillimhe), incluyendo Connemara (Conamara), las Islas Aran (Oileáin Árann), Carraroe (An Cheathrú Rua) y Spiddal (An Spidéal)
- en la costa oeste del Condado de Donegal (Contae Dhún na nGall); en la parte conocida como Tyrconnell (Tír Chonaill)
- la península de Dingle (Corca Dhuibhne) en el Condado de Kerry (Contae Chiarraí).

Existen algunas más pequeñas en:
| Inglés    | Irlandés            |
| --------- | ------------------- |
| Mayo      | Contae Mhaigh Eo    |
| Meath     | Contae na Mí        |
| Waterford | Contae Phort Láirge |
| Cork      | Contae Chorcaí      |

Para resumir el alcance de su supervivencia: el irlandés permanece como lengua vernácula en las siguientes áreas: sur de Connemara, desde un punto occidental de Spiddal, cubriendo Inverin, Carraroe, Rosmuck y las islas; las islas Aran; noreste de Donegal en el área alrededor de Gweedore, incluyendo Rannafast, Gortahork, los pueblos circundantes y la isla Tory; en el pueblo de Rathcarne, Condado de Meath.
Gweedore (Gaoth Dobhair), Condado de Donegal, es el distrito Gaeltacht más grande de Irlanda.
Las áreas Gaeltacht más fuertes numérica y socialmente son las de Connemara Sur, el oeste de la península de Dingle y el noreste de Donegal, en donde la mayoría de los residentes usan el irlandés como primera lengua. A estas zonas normalmente se les conoce como la Fíor-Ghaeltacht ("la verdadera Gaeltacht") y tienen en conjunto una población de poco menos de 20 000.

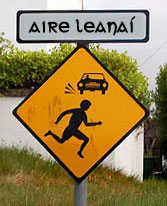
Señal de tráfico en irlandés para la precaución por el cruce de niños.

Decenas de cientos de adolescentes irlandeses acuden anualmente a las escuelas de verano de irlandés. Los estudiantes viven con familias en un Gaeltacht, asisten a clases, participan en deportes, van a céilithe y están obligados a hablar irlandés. En esas actividades se promueven toda clase de aspectos de la cultura y tradición irlandesas.
Según la información del Departamento Irlandés de Asuntos Comunitarios, Rurales y de Gaeltacht, solo un cuarto de los hogares en zonas oficialmente Gaeltacht hablan con fluidez el irlandés. El autor del análisis detallado de la encuesta, Donncha Ó hÉallaithe, del Instituto Galway-Mayo de Tecnología, describió la política lingüística del Gobierno irlandés como "un completo y absoluto desastre".

## Dialectos
Hay una serie de dialectos distintos del irlandés. En términos generales, los tres principales coinciden con las provincias de Munster (Cúige Mumhan), Connacht (Cúige Chonnacht) y Úlster (Cúige Uladh). Los registros de algunos dialectos de Leinster los elaboró la Comisión de Folklore Irlandés, entre otros cuerpos antes de su extinción. En Terranova, en el este de Canadá, se habla un dialecto menor del irlandés, muy parecido al de Munster hablado de los siglos XVI y XVII (ver: irlandés de Terranova).

### Munster
El irlandés de Munster se habla principalmente en los Gaeltachtaí de Kerry (Contae Chiarraí), Ring (An Rinn) cerca de Dungarvan (Dún Garbháin) en el Condado de Waterford (Contae Phort Láirge) y Muskerry, (Múscraí) y la isla Cape Clear (Oileán Chléire) en la parte occidental del Condado de Cork (Contae Chorcaí). La subdivisión más importante en Munster es entre el irlandés Decies (Na Déise) (hablado en Waterford) y el resto del irlandés de Munster.
Algunas características típicas del irlandés de Munster son:
1. El uso de terminaciones para mostrar la persona en verbos en paralelo con un sistema de sujeto pronominal; por lo tanto, "debo" es caithfead, así como caithfidh mé, mientras que otros dialectos prefieren caithfidh mé (mé significa "yo"). "Yo fui y tú fuiste" es Bhíos agus bhís o Bhí mé agus bhí tú en Muster, pero lo más común en otros dialectos es el segundo. Es de especial atención que éstas son tendencias fuertes y las formas personales Bhíos, etc., son usadas en el oeste y el norte, particularmente cuando las palabras están en la última cláusula.
2. El uso de formas de verbos independientes/dependientes que no están incluidas en el estándar. Por ejemplo, "veo" en Munster es chím, que es una forma independiente - el irlandés del norte también usa una forma similar tchím, mientras que "no veo" es ní fheicim, feicim siendo una forma dependiente que es usada después de partículas tales como ní ("no"). Chím es reemplazado por feicim en el estándar. De manera similar la forma tradicional preservada en Munster bheirim/ni thugaim (doy/no doy) es tugaim/ní thugaim en el estándar; gheibhim/ní bhfaighim (consigo/no consigo) es faighim/ní bhfaighim.
3. Antes de -nn, -m, -rr, -rd, -ll, en palabras monosílabas y en la sílaba tónica de palabras polisílabas donde la sílaba es seguida por una consonante, algunas vocales breves se alargan mientras que otras se convierten en diptongos, por lo que ceann [kʲaun] "cabeza", cam [kɑum] "torcido", gearr [gʲa:r] "corto", ord [o:rd] "mazo", gall [gɑul] "extranjero, no-Gael", iontas [u:ntəs] "una maravilla", compánach [kəum'pɑ:nəx] "compañero", etc.
4. Se usa de manera habitual una construcción copular que involucra ea ("eso"). Por lo tanto, "Soy una persona irlandesa" puede ser Éireannach mé y Éireannach is ea mé en Munster; hay una ligera diferencia en significado, sin embargo, la primera opción puede ser una declaración de un hecho, mientras que la segunda le da énfasis a la palabra Éireannach.
5. Las palabras masculinas y femeninas son sujeto de lenición después de insan (sa/san) ("en el/la"), den ("del/de la") y don ("para/hacia la"): sa tsiopa, "en la tienda", comparada con el estándar sa siopa (el estándar solo presenta lenición en sustantivos femeninos en el dativo en estos casos).
6. Eclipsis de la f después de sa: sa bhfeirm, "en la granja", en vez de san fheirm.
7. Eclipsis de la t y la d después de preposiciones y artículos singulares con todas las preposiciones excepto después de insan, den y don: ar an dtigh ("en la casa"), ag an ndoras ("en la puerta").
8. El acento está por lo general en la segunda sílaba de una palabra cuando la primera sílaba contiene una vocal breve y la segunda sílaba contiene una vocal larga, diptongo, o es -(e)ach, p.e. bioRÁN, en contraste con BIOrán en Connacht y Úlster.

### Connacht
El dialecto más fuerte del irlandés de Connacht se encuentra en Connemara y las islas Aran. El dialecto hablado en la pequeña región en la frontera entre Galway (Gaillimh) y Mayo (Maigh Eo) es más cercano al Gaeltacht de Connacht. El dialecto del norte de Mayo de Erris (Iorras) y la isla Achill (Acaill) es, en gramática y morfología, esencialmente un dialecto de Connacht, pero tiene algunas similitudes con el irlandés de Úlster debido a una inmigración a gran escala de la gente desposeída después de la Colonización del Úlster.
Hay algunas características del irlandés de Connemara fuera del estándar oficial, notablemente la preferencia de sustantivos verbales terminados en -achan, p.e. lagachan en lugar de lagú, "debilitante". La pronunciación exonormativa de la zona de Cois Fharraige, con vocales alargadas y terminaciones fuertemente reducidas, le da un sonido distinto. Las características distintivas del dialecto de Connacht y Úlster incluyen la pronunciación de las bg y mh cerradas como [w], en lugar de [vˠ] en Munster. Por ejemplo, sliabh ("montaña") se pronuncia [ʃlʲiəw] en Connacht y Úlster, en comparación a [ʃlʲiəβ] en el sur. Además, los hablantes de Connacht y Úlster tienden a incluir el pronombre "nosotros" en vez de usar la forma compuesta estándar usada en Munster; p.e. bhí muid se usa para "nosotros fuimos" en lugar de bhíomar.
Como en el irlandés de Munster, antes de -nn, -m, -rr, -rd, -ll, en palabras monosílabas y en la sílaba tónica de palabras polisílabas donde la sílaba es seguida por una consonante, algunas vocales breves son alargadas mientras que otras son diptongadas, por lo que ceann [kʲaun] "cabeza", cam [kɑum] "torcido", gearr [gʲa:r] "corto", ord [o:rd] "mazo", gall [gɑul] "extranjero, no-Gael", iontas [u:ntəs] "una maravilla", etc.
El irlandés de Meath de hoy en día (en Leinster) es un caso especial. Pertenece principalmente al dialecto de Connemara. La comunidad gaeloparlante en Meath es por la mayor parte un grupo de hablantes de Connemara que se mudaron ahí durante la década de 1930, después de la campaña por reforma de la tierra liderada por Máirtín Ó Cadhain - quien subsecuentemente se convirtió en uno de los principales escritores modernistas del lenguaje.
El primer presidente irlandés Douglas Hyde fue uno de los últimos hablantes del dialecto irlandés de Roscommon.

### Úlster
Lingüísticamente, el dialecto más importante del Úlster hoy es el de Rosses (na Rossa), que ha sido usado exhaustivamente en la literatura por autores como los hermanos Séamus Ó Grianna y Seosamh Mac Grianna, localmente conocidos como Jimí Fheilimí y Joe Fheilimí. Este dialecto es esencialmente el mismo que el de Gweedore (Gaoth Dobhair = Ensenada/Entrada de Agua Corriente), y es usado por cantantes nativos como Enya (Eithne) y Moya Brennan (Máire Brennan) y sus hermanos en Clannad (Clann as Dobhar = Familia del Dobhar - una sección de Gweedore), Na Casaidigh y Mairéad Ní Mhaonaigh de otra banda local, Altan.
El irlandés del Úlster suena muy diferente, comparte muchas características con el gaélico escocés y tiene muchas palabras con características y matices en los significados. Sin embargo, desde la desaparición de los dialectos irlandeses en lo que era Irlanda del Norte, es probablemente una exageración ver el Irlandés del Úlster como una forma intermediaria entre el gaélico escocés y los dialectos del sur y el oeste del irlandés. Por ejemplo, el gaélico escocés del norte tiene muchas características en común con el irlandés de Munster y no con el del Úlster.
Un rasgo notable del irlandés de Úlster y del gaélico escocés es el uso de una partícula negativa cha(n) en lugar del ní de los dialectos de Munster y Connacht. El irlandés del sur del Úlster retiene ní de manera más pronunciada, mientras que cha(n) ha desplazado a ní en la mayoría de los dialectos del norte (p.e., Rosguill y la isla Tory), aunque en esas zonas níl ("no es") aún es más común que chan fhuil o cha bhfuil.

### An Caighdeán Oifigiúil
An Caighdeán Oifigiúil ("el estándar oficial"), a veces acortado a An Caighdeán, es la lengua estándar enseñada en la mayoría de las escuelas de Irlanda, aunque con fuertes influencias de dialectos locales.
Su desarrollo tuvo dos propósitos. Uno fue simplificar la ortografía irlandesa que había retenido su ortografía clásica, removiendo muchas letras mudas, y darle a la forma escrita un estándar que fuera un "dialecto libre". Aunque muchos aspectos del Caighdeán son esencialmente las del irlandés de Connacht, esto era simplemente porque es el dialecto central que forma un "puente" entre el norte y el sur. En realidad, los hablantes pronuncian las palabras como en su propio dialecto, pues la ortografía simplemente refleja la pronunciación del irlandés clásico. Por ejemplo, ceann ("cabeza") en el irlandés moderno temprano era pronunciado (cenˠː). La ortografía fue retenida, pero la palabra se pronuncia de maneras diversas [caun] en el sur, [cɑːn] en Connacht y [cænː] en el norte. Beag ("pequeño") era [bʲɛɡ] en irlandés moderno temprano, y es ahora [bʲɛɡ] en irlandés de Waterford, [bʲɔɡ] en irlandés de Cork-Kerry, varía entre [bʲɔɡ] y [bʲæɡ] en el oeste, y es [bʲœɡ] en el norte.
La simplificación, sin embargo, en algunos casos probablemente fue demasiado lejos al simplificar el estándar tomando en cuenta solo al oeste. Por ejemplo, el irlandés moderno temprano leabaidh, [lʲebʷɨʝ], ("cama") se pronuncia [lʲabʷə] así como [lʲabʷɨɟ] en irlandés de Waterford, [lʲabʷɨɟ] en irlandés de Cork-Kerry, [lʲæbʷə] en irlandés de Connacht, [lʲæːbʷə] en irlandés de Cois Fharraige y [lʲæbʷi] en el norte. Los hablantes nativos desde el norte hasta el sur consideran que leabaidh debe ser la representación en el Caighdeán y no el actual leaba.
Por otro lado, el Caighdeán no llegó lo suficientemente lejos en muchos casos. Por ejemplo, ha mantenido la ortografía del irlandés clásico de ar ("en, para, etc.") y ag ("a, por, de, etc."). La primera es pronunciada [ɛɾʲ] a través del mundo de habla goidélica (y es escrita er en manés, y air en gaélico escocés), y debe escribirse ya sea eir, oir o air en irlandés. La segunda se pronuncia [ɪɟ] en el sur y [ɛɟ] en el norte y oeste. De nuevo, el manés y el gaélico escocés reflejan esta pronunciación mucho más claramente que el irlandés lo hace, en manés ec y en escocés aig.
En muchos casos, sin embargo, el Caighdeán solo puede referirse a la lengua clásica, en que cada dialecto es diferente, como sucede con las formas personales de ag ("a, por, de, etc.").
- Munster : agùm, agùt, igè, icì, agùing/aguìng (oeste de Cork/Kerry agùin/aguìn), agùibh/aguìbh, acù
- Connacht : am (agam), ad (agad), aige [egɨ], aici [ekɨ], ainn, aguí, acab
- Úlster : aigheam, aighead, aige [egɨ], aicí [eki], aighinn, aighif, acú
- Caighdeán : agam, agat, aige, aici, againn, agaibh, acu

Otro propósito fue el crear un estándar gramáticamente "simplificado" que lo hicieran un lenguaje más fácil de aprender para la mayoría de la población escolar angloparlante. En parte esto es porque el Caighdeán no es universalmente respetado por los hablantes nativos, en que hace el idioma simplificado un ideal, en vez del ideal que los hablantes nativos tradicionalmente tenían de sus dialectos (o del dialecto clásico que conocían). Por supuesto, este no era el objetivo original de sus desarrolladores, quienes preferían ver la "versión escolar" del Caighdeán como un medio de facilitarle a los aprendices de una segunda lengua la tarea de aprender el irlandés de manera completa. El sistema de verbos del Caighdeán es el principal ejemplo, con la reducción de formas verbales irregulares y formas personales del verbo - excepto en las primeras personas. Sin embargo, una vez que la palabra "estándar" se comenzói a usar, las formas representadas como "estándar" tomaron poder por sí mismas, y por lo tanto el fin último ha sido olvidado en muchos círculos.
En general, el Caighdeán lo usan hablantes no nativos, y como muchos de los hablantes más influyentes son de la capital (y son muy a menudo políticos), se le llama a veces "irlandés de Dublín". Como se enseña en las escuelas gaeloparlantes (donde el irlandés es el principal o a veces el único medio de instrucción), a veces también se le llama "Irlandés de Gaelscoil". Es la base del "irlandés de Belfast", que es el Caighdeán fuertemente influenciado por el irlandés del Úlster.

### Comparaciones
La diferencia entre dialectos es considerable y ha llevado a dificultades recurrentes para definir un irlandés estándar. Un buen ejemplo es el saludo "¿Cómo estás?". Así como este saludo varía de región en región, y entre clases sociales, entre hablantes del inglés, varía también entre hablantes irlandeses:
- Úlster: Cad é mar atá tú? ("¿Qué es eso cómo tú estás?" Nota: caidé o goidé y a veces dé son escrituras alternativas de cad é)
- Connacht: Cén chaoi a bhfuil tú? ("¿Qué modo [es el] qué estás?")
- Munster: Conas taoi? o Conas tánn tú? ("¿Cómo estás" - conas? era originalmente cia nós "¿qué modo?")
- "Estándar": Conas atá tú? ("¿Cómo estás?")

En décadas recientes, el contacto entre hablantes de diferentes dialectos se ha vuelto más frecuente y las diferencias entre los dialectos son menos notables.

## Estructura lingüística
Las características irlandesas más desconocidas para los angloparlantes del idioma son la ortografía, las mutaciones de consonante inicial, el orden verbo sujeto objeto y el uso de dos formas diferentes del verbo to be (“ser/estar”). Sin embargo, ninguna de ellas es exclusiva del irlandés, pues todas ocurren en otras lenguas celtas, así como en lenguas no celtas: la mutación de consonantes iniciales provocadas morfosintácticamente se encuentra en el idioma fula; el orden VSO también se encuentra en malgache, árabe clásico y hebreo bíblico. El euskera, el catalán, el portugués, el gallego, el asturleonés, el español y el italiano distinguen entre "ser" y "estar".

### Sintaxis
El orden de las palabras en irlandés es VSO (verbo-sujeto-objeto) por lo que, por ejemplo, "Él me golpeó" es Bhuail (golpear en pasado), sé (él), mé (me).
Un aspecto de la sintaxis irlandesa desconocida para los hablantes de otras lenguas es el uso de la cópula (conocida en irlandés como an chopail). Se usa para describir la identidad o característica permanente de una persona o cosa (por ejemplo, "quién" o "qué"), en contraste a aspectos temporales como "cómo", "dónde" y "porqué". Se parece a la diferencia entre los verbos ser y estar en español y portugués (ver cópula romance), aunque no es exactamente lo mismo.
Algunos ejemplos son:
- Is fear é. (lit.) "Él es un hombre" (Es un hombre en español. É um homem en portugués)
- Is fuar é. "Es una persona (de corazón) frío". (Es frío en español. É frio en portugués)
- Tá sé/Tomás fuar. "Él/Tomás es frío" (= siente frío). (Tiene frío en español - en este caso el español utiliza "tener", Está com frio en portugués)
- Tá sé/Tomás ina chodladh. "Él/Tomás está dormido" (Está durmiendo en español, Está a dormir en portugués)
- Is maith é. "Él es bueno (una buena persona)" (Es bueno en español, É bom en portugués)
- Tá sé go maith. "Él está bien" (Está bien en español, Está bem en portugués)

### Morfología
Otra característica de la gramática irlandesa compartida con otras lenguas celtas es el uso de pronombres preposicionales forainmneacha réamhfhoclacha, que son esencialmente preposiciones conjugadas. Por ejemplo, la palabra para "a" es ag, que en primera persona se vuelve agam ("a mí"). Cuando se usa con el verbo bí ("ser"), ag indica posesión; es el equivalente del verbo "tener".
- Tá leabhar agam. "Tengo un libro". (Literalmente, "hay un libro a mí".)
- Tá leabhar agat. "Tienes un libro".
- Tá leabhar aige. "Él tiene un libro".
- Tá leabhar aici. "Ella tiene un libro".
- Tá leabhar againn. "Nosotros tenemos un libro".
- Tá leabhar agaibh. "Vosotros tenéis un libro".
- Tá leabhar acu. "Ellos tienen un libro".

### Ortografía y pronunciación

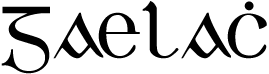
"Gaelach" en caligrafía gaélica.

El alfabeto del irlandés moderno es parecido al del inglés, pero sin las letras j, k, q, v, w, x, y, z. Aun así, estas a veces se usan en palabras anglicanizadas sin un significado único en irlandés. Por ejemplo, "jíp" ("jeep").
Algunas palabras toman una letra o algunas letras que no se usan tradicionalmente y la reemplazan con el sonido fonético más cercano, p.e. 'phone'>'Fón'. El lenguaje escrito parece desalentador para aquellos que no están familiarizados con él, pero una vez que se entiende es bastante sencillo. El acento agudo o sínead fada (´) alarga el sonido de la vocal y en algunos casos también cambia su cualidad. Por ejemplo, en irlandés de Munster (Kerry), a es /a/ o /ɑ/ y á es /ɑː/ como en "law", pero en irlandés del Úlster (Donegal), á tiende a ser /æː/.
En los años de la Segunda Guerra Mundial, Séamus Daltún, a cargo del Rannóg an Aistriúcháin (el Departamento Oficial de Traducciones del gobierno de la República de Irlanda), publicó sus propias guías sobre cómo estandarizar la ortografía y gramática irlandesas. Su estándar de facto fue posteriormente aprobado por el Estado y fue llamado Estándar Oficial o Caighdeán Oifigiúil. Simplificó y estandarizó la ortografía. Muchas palabras tenían letras mudas que se eliminaron y las combinaciones de vocales se acercaron más al lenguaje hablado. Cuando existían varias versiones en diferentes dialectos para una misma palabra, se escogió una o varias de ellas.
Ejemplos:
- Gaedhealg/Gaedhilg(e)/Gaedhealaing/Gaeilic/Gaelainn/Gaoidhealg/Gaolainn → Gaeilge, "Idioma irlandés". Gaoluinn or Gaolainn todavía se usa en libros escritos por autores en dialecto de Munster, o como un nombre burlón para el mismo.
- Lughbhaidh → Lú, "Louth"
- biadh → bia, "comida"

La ortografía estándar no siempre refleja la pronunciación de cada dialecto. Por ejemplo, en irlandés estándar, bia tiene el genitivo bia, pero en irlandés de Munster el genitivo se pronuncia /bʲiːɟ/. Por esta razón, la ortografía biadh aún se usa en algunos dialectos, en particular aquellos que muestran una diferencia auditiva significativa y perceptible entre biadh (caso nominativo - "de comida") y bídh (caso genitivo - "de la comida"). En Munster, la última ortografía produce la pronunciación /bʲiːɟ/ porque las terminaciones -idh e -igh se vuelven -ig. Otro ejemplo es la palabra crua ("duro") que se pronuncia /kruəɟ/ en Munster, de acuerdo a la ortografía pre-Caighdeán, cruaidh. En Munster, ao se pronuncia /eː/ y aoi, /iː/, sin embargo la nueva ortografía del genitivo de saoghal ("vida" o "mundo"): saoghail, se volvieron saoil y saol, produciendo irregularidades en la concordancia entre la ortografía y la pronunciación ya que las palabras son pronunciadas /sˠeːlʲ/ y /sˠeːl̪ˠ/ respectivamente.
El irlandés moderno solo tiene un signo diacrítico, el acento agudo (á é í ó ú), conocido en irlandés como la síneadh fada ("marca larga", plural sinte fada). En inglés, es conocida frecuentemente como la fada cuando el adjetivo es usado como sustantivo. El punto diacrítico superior, llamado un ponc séimhithe o sí buailte (usualmente acortado a buailte, deriva del punctum delens usado en manuscritos medievales que indicaban supresión, similar a tachar palabras indeseadas en la escritura de hoy en día. Desde ese entonces ha sido usado para indicar la lenición de s (/s/ a /h/) y f (de /f/ a cero) en Idioma irlandés antiguo.
La lenición de c, p y t era indicada poniendo una letra h después de la consonante afectada; la lenición de otros sonidos no se marcaba. Posteriormente, ambos métodos pasaron a ser indicadores de lenición de todo sonido excepto l y n y se usaban dos sistemas rivales: la lenición podía marcarse con un buailte o con una h pospuesta. Eventualmente, el uso del buailte predominó en los textos con letras gaélicas, mientras que la h predominó en textos con grafía romana.
Hoy la caligrafía celta y el buailte son usadas raramente excepto cuando el estilo "tradicional" es requerido, p.e. el lema del escudo de la University College Dublin o el símbolo de las Fuerzas de Defensa Irlandesas, la insignia en el sombrero de las Fuerzas de Defensa Irlandesas, Óglaiġ na h-Éireann. Letras con el buailte están disponibles en Unicode y en el juego de caracteres Latin-8.

### Mutaciones
En irlandés hay dos clases de mutación consonántica:
- La lenición (en irlandés, séimhiú) describe el cambio en las fricativas. Indicado en la antigua ortografía con un buailte' sobre la consonante afectada, ahora se hace simplemente añadiendo una -h:
  - caith! ("¡lanza!") - chaith mé ("lancé"); ejemplo de lenición como marcador del pasado que es causado por el uso del auxiliar "hacer", aunque usualmente se omite.
  - margadh ("mercado", "oferta") — Tadhg an mhargaidh ("el hombre en la calle" (literalmente "Tadhg del mercado"); aquí vemos una lenición que marca el caso genitivo de un sustantivo masculino.
  - Seán ("Seán, Juan") - a Sheáin ("¡Oh Juan!"). La lenición es parte del llamado caso vocativo; de hecho la causa la a o el marcador vocativo anterior.
- La eclipsis (en irlandés, urú) cubre la sonorización de las partículas no sonoras, así como la nasalización de las sonoras.
  - athair ("padre") — ár nAthair ("nuestro Padre")
  - tús ("inicio") - ar dtús ("al inicio")
  - Gaillimh ("Galway") — i nGaillimh ("en Galway")

## Estatus actual

### El irlandés en la educación

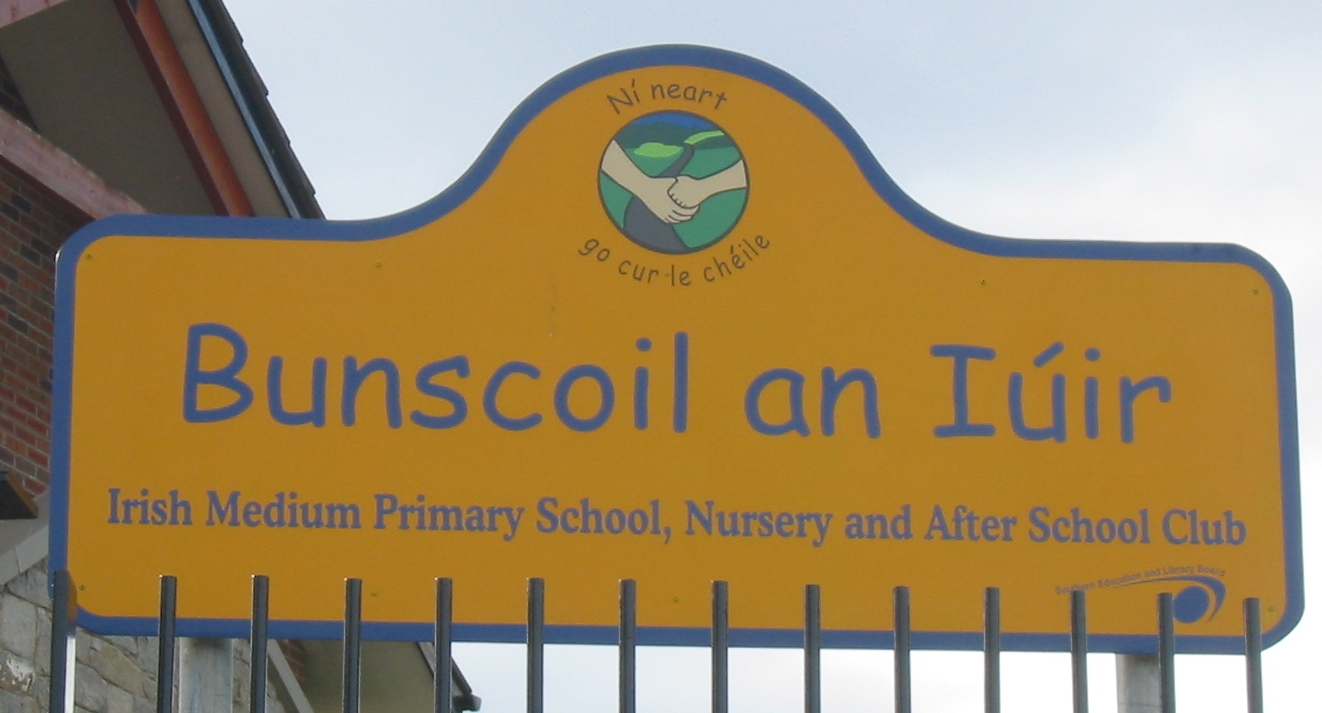
Cartel de una galescoil en Newry (Irlanda del Norte).

En la actualidad, es asignatura obligatoria en la República de Irlanda y lo ha sido desde la independencia. Aunque muchos estudiantes aprenden bien el irlandés a través del programa educativo de la República y desarrollan también un saludable respeto por él, para muchos otros es difícil o sus profesores se lo enseñan mal. La actitud de los estudiantes hacia el irlandés oscila entre la apatía y la hostilidad.
La sintaxis, la morfología y el vocabulario del idioma difieren más del inglés que de muchas otras lenguas europeas, por lo que el aprendizaje supone un reto para muchos. El gobierno irlandés se ha esforzado por corregir la situación volviendo a diseñar el currículo de educación primaria para enfocarlo al irlandés hablado. Sin embargo, en Secundaria, el irlandés se enseña todavía de la manera académica propia de principios de siglo: los estudiantes deben escribir largas redacciones, artículos de debates e historias en irlandés para el examen del título de secundaria.
Recientemente, se ha discutido la abolición de la obligatoriedad del irlandés, con lo que la mayoría de los irlandeses no está de acuerdo. En 2005, Enda Kenny, líder del Fine Gael (entonces principal partido de la oposición en Irlanda) y actual Taoiseach, solicitó que fuera asignatura optativa en los dos últimos años de secundaria, lo que suscitó críticas desde muchos sectores, aunque hay quien lo apoyó. Kenny, a pesar de ser hablante fluido de irlandés, dijo que creía que hacer obligatorio el idioma le había hecho más mal que bien.
Un desarrollo relativamente reciente es la proliferación de los gaelscoileanna (escuelas con irlandés como idioma vehicular). En septiembre de 2005 había 158 gaelscoileanna en educación primaria y 36 en secundaria en la República de Irlanda y en Irlanda del Norte en conjunto (excluyendo los gaeltacht, cuyas escuelas no se consideran gaelscoileanna), lo que significaba unos 31.000 estudiantes. Esto ha representado un incremento desde un total de menos de 20 a principios de los años setenta, y hay planeadas 15 más en el presente. Con la apertura del Gaelscoil Liatroma en el condado de Leitrim en 2005, ahora hay al menos una gaelscoil en cada uno de los 32 condados históricos de Irlanda.

## Medios de comunicación
Tanto en Irlanda del Norte como en la República de Irlanda existen los siguientes medios de comunicación cuyos contenidos están íntegramente creados en lengua irlandesa.
- Televisión:
  - TG4 (anteriormente llamada Teilifís na Gaeilge) es una televisión generalista que emite las 24 horas en irlandés para toda la isla.
- Radio:
  - Raidió Fáilte es una radio musical cuya programación también está íntegra en lengua irlandesa y también emite para toda la isla.
- Prensa escrita:
  - Lá es el primer y único diario publicado íntegramente en irlandés para toda la isla y tiene su sede en Belfast.
- RTÉ, Raidió Teilifís Éireann (en español, «Radio Televisión de Irlanda»), más conocida por sus siglas RTÉ, es la corporación de radiodifusión pública de la República de Irlanda.
  - Raidió na Gaeltachta-RTÉ Raidió na Gaeltachta: Radio en idioma irlandés y dirigida a las regiones de habla mayoritariamente gaélica. Empezó el 2 de abril de 1972. Su programación es generalista 24 horas los 365 días en Idioma irlandés para Irlanda e Irlanda del Norte.

## Estructura lingüística
Las características más extrañas de la lengua son la ortografía, la mutación de consonantes iniciales y el orden verbo-sujeto-objeto (VSO). Sin embargo, al igual que en el castellano, existen los verbos ser y estar, que en inglés son solo el verbo to be. Ello no es exclusivo del irlandés, ya que lo mismo se encuentra en otras lenguas celtas y no célticas: morfosintácticamente, la mutación de consonantes iniciales se encuentra en el idioma fula (idioma de África occidental) y el orden de palabras VSO en árabe clásico y hebreo bíblico.

### Sintaxis
El orden de las palabras sigue el patrón VSO; por ejemplo: "Él me golpeó" sería Bhuail (golpear) sé (él) mé (me, a mí). Un aspecto del irlandés que no es familiar a hablantes de otros idiomas es el uso de la cópula (en irlandés: chopail). La cópula se usa para describir qué o quién es alguien, en oposición a cómo o dónde. Se usa para decir que un nombre es otro nombre más que un adjetivo, algo parecido a los verbos ser y estar del español.

## Vocabulario

### Pronombres personales
- mé /mʲe:/: yo
- tú /t̪ˠu:/: tú
- sé /ɕe:/: él/ello (aproximado por el "sh" inglés)
- sí /ɕi:/: ella
- muid/sinn /ɕɪnʲ/: nosotros
- sibh /ɕɪvʲ/: vosotros
- siad /ɕiəd̪ˠ/: ellos/ellas

### Sustantivos
- lá (m) /ɫ̪a:/: día
- bean (f) /bʲan̪ˠ/: mujer
- grian (f) /gɾʲiən̪ˠ/: sol
- tír (f) /tʲiːɾʲ/: país, tierra
- fear (m) /fʲaɾˠ/: hombre
- Éireannach (m) /'e:ɾʲan̪ˠəx/: irlandés (gentilicio)
- oíche (f) /ˈiːhə/: noche
- cathair (f) /'kahəɾʲ/: ciudad
- naoi (m) /n̪ˠiː/: nueve

### Frases
- Dia dhuit /dʲiə ɣɪtʲ/: Hola, literalmente "Dios contigo"
- Conas atá tú? /'kɔn̪ˠəsˠ ətˠ̪a: tˠ̪u:/: ¿Cómo estás?
- Táim go maith /tˠ̪a:mʲ gɔ mˠa/: Estoy bien
- Go raibh maith agat /gɔ ɾˠɛvʲ 'mahəgutˠ̪/: Gracias (lit. Que tengas el bien o que esté bien en ti)
- Slán leat/ slán agat /sˠɫ̪a:n̪ˠ lʲatˠ̪/ o sˠɫ̪a:n̪ˠ əgatˠ̪/ Adiós: el primero lo dice quien se queda, el segundo quien se va (lit. Saludos contigo/en ti}
- Gabh mo leithscéal /Gavˠ mˠɔ lʲɛ'ɕce:ɫ̪/: Disculpe (lit. Acepta mi excusa o "media-historia")

## Muestra textual
San Juan V 1 -8
- 1. Bhí an Briathar ann i dtús báire agus bhí an Briathar in éineacht le Dia, agus ba Dhia an Briathar.
- 2. Bhí sé ann i dtús báire in éineacht le Dia.
- 3. Rinneadh an uile ní tríd agus gan é ní dhearnadh aon ní da ndearnadh.
- 4. Is ann a bhí an bheatha agus ba é solas na ndaoine an bheatha.
- 5. Agus tá an solas ag taitneamh sa dorchadas, ach níor ghabh an dorchadas é.
- 6. Bhí fear a tháinig ina theachtaire o Dhia, agus Eoin a ba ainm dó.
- 7. Tháinig sé ag déanamh fianaise chun fianaise a thabhairt i dtaobh an tsolais chun go gcreidfeadh cách tríd.
- 8. Níorbh é féin an solas ach tháinig ag tabhairt fianaise i dtaobh an tsolais.

## Dichos
En la Gaeltacht y en los condados de Kerry (SO), Galway (O) y Donegal (NO), se dicen y escuchan muchos refranes y proverbios populares en irlandés.
- Níor bhris focal maith fiacail riamh. (Literalmente: Una buena palabra nunca romperá los dientes de nadie)